# ディアナ・ジリウーテー
ディアナ・ジリウーテー（Diana Žiliūtė、1976年5月28日 - ）は、リトアニア、リエタワス出身の女子自転車競技（ロードレース）選手。

## 経歴
1994年、ジュニア世界選手権・個人ロードレース優勝。1998年、世界自転車選手権・個人ロードレースを優勝。また、同年に制定された、UCI女子ロードワールドカップの初代総合優勝者でもある。
1999年、グランド・ブークル総合優勝。2000年、2度目の女子ワールドカップ総合優勝を果たし、2000年シドニーオリンピックの個人ロードレースでは、レオンティエン・ファンモールセル（1位）、ハンカ・クフェルナーゲル（2位）と同タイムの3位に入り銅メダルを獲得。2004年、リトアニア選手権のロード二冠（個人ロード、タイムトライアル）を果たし、個人ロードは2006年にも制覇した。
2008年現在、女子ワールドカップの最多総合優勝者であり、また現役の世界第一線級のロードレース選手として活躍している。
さらに、上記一連の実績を讃えられ、リトアニア大公ゲディミナス三世勲章を受章している。